# Edens vinvis
Edens vinvis of Edens walvis (Balaenoptera edeni) is een walvis uit de familie vinvissen (Balaenopteridae).

## Kenmerken
Deze walvis heeft een blauwgrijze rug en een lichtere buik, verder nog 40 tot 70 keelgroeven, grove baleinen en een kleine, sikkelvormige rugvin. De lichaamslengte bedraagt 9 tot 12 meter en het gewicht 16 tot 25 ton.

## Leefwijze
Hun voedsel bestaat hoofdzakelijk uit scholenvissen en krill. Deze dieren leven solitair of in kleine, losse kudden, maar op voedselrijke plaatsen bevinden zich soms tientallen dieren samen. Het zijn snelle zwemmers, die eensklaps kunnen vertragen of versnellen of van koers veranderen. Ze komen onder een steile hoek aan het oppervlak en tonen eerst de kop, dan de rug tot en met de kleine rugvin. De staartvin komt niet boven water. Ze kunnen 20 minuten onder water blijven.

## Voortplanting
Vrouwtjes worden geslachtsrijp op een leeftijd van 8 tot 11 jaar en werpen na een draagtijd van 12 maanden een enkel jong.

## Verwantschap
Hoewel deze soort eerst als dezelfde soort als de Brydevinvis werd geclassificeerd, wordt de Edens vinvis sinds 1993 soms als een aparte, kleinere, soort beschouwd. Er is echter nog geen uitsluitsel: Edens vinvis kan mogelijk ook als ondersoort van de Brydevinvis worden beschouwd. Bovendien is het niet zeker of het holotype van Balaenoptera edeni behoort tot de huidige definitie van B. edeni, B. brydei of B. omurai. Mogelijk veranderen de wetenschappelijke namen van de betrokken soorten daarom nog: de soort die overeenstemt met het holotype krijgt diens wetenschappelijke naam, waardoor een andere soort een andere naam krijgt.

## Verspreiding
Edens vinvis komt voor in de tropische en subtropische delen van de oostelijke Indische Oceaan en de westelijke Grote Oceaan, in het bijzonder bij Indonesië en de Filipijnen. Hoewel deze soort uiterlijk veel op de Brydevinvis lijkt, is hij met een lengte van 7 tot 10 m duidelijk kleiner.
Er is nog vrijwel niets bekend over het gedrag van deze soort, omdat hij alleen maar van dode exemplaren bekend is. Het is echter waarschijnlijk dat de levenswijze overeenstemt met die van de Brydevinvis.